# Colosó
Colosó est une municipalité de Colombie, située dans le département de Sucre.